# Gesetze von Roncaglia
Die Gesetze von Roncaglia wurden von Friedrich I. Barbarossa auf dem Reichstag von Roncaglia (11. bis 26. November 1158) erlassen. Sie verfolgten das Ziel, die selbstverwalteten Kommunen in Oberitalien zurückzudrängen und dem König jene Macht wiederzugewinnen, wie er sie bis zum Wormser Konkordat (1122) auszuüben vermochte.

## Vorgeschichte
Die politische Lage in Reichsitalien hatte sich seit dem Beginn des 12. Jahrhunderts deutlich verändert. Seit dem Wormser Konkordat (1122) und dem damit verbundenen Verlust des Königs auf das Recht der Investitur, war die „Balance“ zwischen weltlicher und geistlicher Macht instabil. Immer mehr Kommunen erlangten die Selbstverwaltung und suchten sich der königlichen Macht zu entziehen. Sie zogen die Regalien, die ursprünglich dem König vorbehaltenen Hoheitsrechte, und die Hohe Gerichtsbarkeit an sich.
Diese Lage fand Friedrich I. Barbarossa zu Beginn seiner Regierungszeit vor. Zurückzuführen war dies auf die Gleichgültigkeit an den Vorgängen in Italien seitens der vorherigen Könige. Weder Lothar noch sein Nachfolger Konrad griffen in die Belange Italiens ein.
Friedrichs Ziel war es, die Reichsherrschaft in der Städtelandschaft Oberitaliens wiederherzustellen und somit seinen alleinigen Machtanspruch zu sichern. Sein erster Italienfeldzug 1154 blieb erfolglos, nachdem er zur Lösung der Situation einen Hoftag auf den roncaglischen Feldern einberief und die Beklagten vor Gericht bat. Das nachfolgende Fernbleiben der Beklagten hatte die sofortige Reichsacht und eine Bestrafung mit Waffengewalt zur Folge, da ein solches Vergehen als Majestätsbeleidigung angesehen wurde. Der Bann traf später auch die stärkste aller Kommunen, nämlich Mailand. Gegen die Bannung verbündete Mailand sich mit Brescia, Piacenza, Genua sowie Tortona und erhöhte den militärischen Druck auf Pavia und andere kaisertreue Städte. Die Belagerung Mailands durch Friedrich und einige kaisertreue Kommunen endete mit einem Sieg für ihn. Mailand fiel am 7. September 1158 und musste alle Regalien dem Kaiser wieder abgeben. Die Kapitulation endete für die Mailänder mit einer demütigenden Bitte um Vergebung beim Kaiser, indem sie barfuß und mit entblößten Schwertern um den Hals in das Lager des Kaisers marschierten. Die militärischen Ziele des zweiten Italienfeldzugs waren erreicht.

## Der Reichstag von Roncaglia
Nun musste militärischer Erfolg in dauerhaftes Recht überführt werden. Dies geschah auf dem Reichstag von Roncaglia, der vom 11. bis zum 26. November 1158 auf den roncaglischen Feldern stattfand. Zeitgenössischen Geschichtsschreibern wie Rahewin von Freising und Otto Morena zufolge erschienen auf dem Reichstag neben den geistlichen (Erzbischöfen und Bischöfen) und weltlichen Machthabern (Herzögen, Markgrafen und Grafen) des Reiches auch Abgesandte der betroffenen italienischen Städte (consules) und Rechtsgelehrte (vier Bologneser Rechtsgelehrte, 24 Richter).

## Die Gesetze von Roncaglia
Das Gesetzgebungswerk auf der Grundlage des als zeitlos angesehenen römischen Rechts umfasste vier Gesetze:
- 1. Lex Regalia
- 2. Lex Omnis iurisdicio
- 3. Lex Palaci et Pretoria
- 4. Lex Tributum.

### Lex Regalia
Für die Lex Regalia musste zunächst mithilfe der anwesenden Rechtsgelehrten geklärt werden, welche Privilegien allein dem König zugeteilt waren. Erst nach Definition der Regalien konnten die Gesetze und Verfügungen auf dem Reichstag ausgearbeitet werden. Es entstand eine Liste mit folgenden Regalien: Verfügung über alle Herzogtümer, Markgrafschaften und das gesamte Verkehrsnetz sowie dessen Einkünfte, wie z. B. Zöllen, Wege- und Hafengeldern, Münz- und Marktrecht. Außerdem besaß der König das Recht, consules zu ernennen. Zusammengefasst ergaben diese Regalien das erste Gesetz, das später in die Libri Feudorum übernommen wurde und der Forschung somit in seinem ursprünglichen Wortlaut zugänglich blieb.

### Lex Omnis iurisdicio
Durch die Lex Omnis iurisdicio, das zweite Gesetz, wurde Friedrich als Ursprung und Alleinverfügender über das Recht herausgestellt. Die Hohe Gerichtsbarkeit und der Bann waren von nun an Teil königlichen Rechts. Infolgedessen konnte Friedrich weitere Gesetze in Reichsitalien beschließen. Außerdem mussten alle Richter den Bann vom König einholen und ihm Amtsdienst leisten. Zuvor hatten die Kommunen dieses Recht an sich gezogen.

### Lex palaci et pretoria
Das dritte Gesetz, die Lex palaci et pretoria, gab Barbarossa das Recht, auf jedem beliebigen Ort eine Pfalz zu bauen. Das Gesetz wandte sich gegen das Bestreben der Städte, die königliche Burg aus der Stadt zu verdrängen.

### Lex Tributum
Das letzte Gesetz, die Lex Tributum, gab dem Kaiser das Recht, die Steuer in Reichsitalien beliebig zu erhöhen oder zu senken.
Abgesichert werden sollten die Beschlüsse des Reichstages von Roncaglia durch einen Landfrieden und ein 
Konjurationsverbot, d. h. ein Verbot künftiger Schwureinigungen gegen Kaiser und Reich.
Neben diesen vier Hauptgesetzen verschärfte Friedrich das 1154 erlassene Lehnsgesetz und stellte die Priorität der Treuepflicht gegenüber dem Kaiser an erster Stelle. Das Lehnswesen sollte auf allen Ebenen hin auf den König/Kaiser ausgerichtet sein. Des Weiteren erneuerte er das Schutzgesetz für die fahrenden Scholaren.

## Das Scheitern der roncaglischen Gesetze
Auf dem Papier hat Barbarossa eindeutig gesiegt. Die roncaglischen Gesetze, zusammen mit dem Konjurationsverbot des Landfriedens, führen die politische Situation in Reichsitalien zurück auf den Stand vor dem Wormser Konkordat und sogar darüber hinaus. Friedrich hatte theoretisch mehr Macht als alle Kaiser vor ihm. Doch gerade das weckte Widerstand. Die Kommunen waren ein Leben in Selbstverwaltung gewohnt und wollten, insbesondere nach der Zerstörung Mailands, sich der „Tyrannei“ nicht beugen. Schon der Verkündigung der neuen Bestimmungen und des Landfriedens folgten Aufstände. Mailand und Crema rebellierten bereits im Frühjahr 1159. Destabilisierend wirkte sich auch die Papstwahl von 1159 aus, bei der es zum Schisma zwischen Alexander III. und Viktor IV. kam. Einige Städte unterwarfen sich dem Kaiser; Mailand wurde 1162 von kaiserlichen Truppen erobert. Langfristig konnte Friedrich jedoch nicht verhindern, dass dem wirtschaftlichen Aufstieg der Städte auch ein politischer Machtzuwachs folgte. Erst der Friede von Konstanz im Jahre 1183 brachte einen dauerhaften Ausgleich zwischen dem Kaiser und den oberitalienischen Städten.